# Villa Cristina

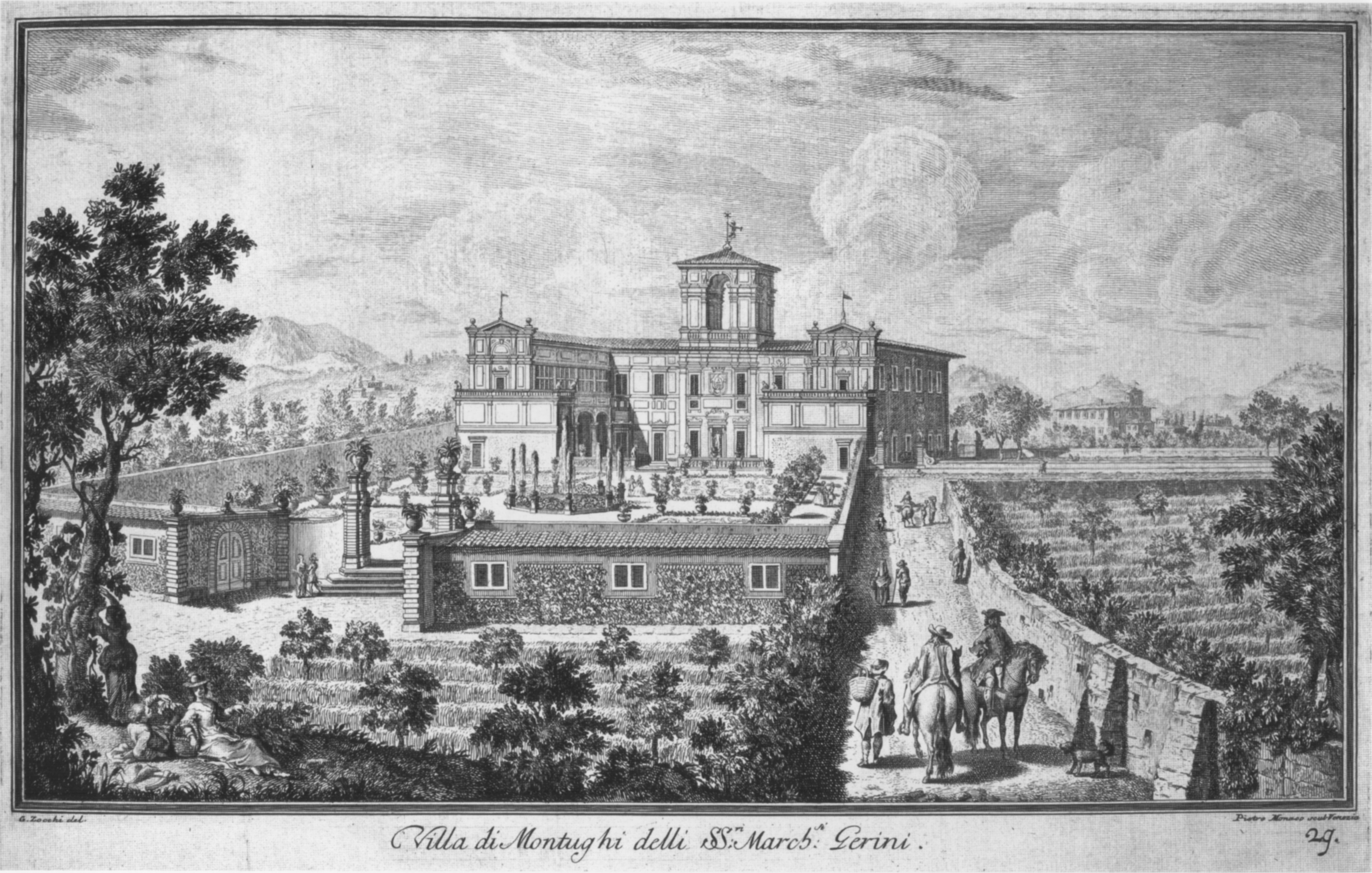
La villa in un'incisione del 1744 di Giuseppe Zocchi

Villa Cristina si trova a Firenze in via de' Cappuccini angolo via Santa Marta. La villa è situata entro un grande parco e, nel passato, il luogo dove essa si trova era chiamato "La Piazzola".

## Storia e descrizione
Chiamata anche villa Labouchère fu proprietà dei Dell'Accetta fino al XIV secolo, poi acquistata da Antonio Del Cittadino nel 1469 per rivenderla nel 1490 a Benedetto Ridolfi. I successivi proprietari furono gli spagnoli Montjoi (1577), gli Arrighi (1589), gli Asturillo (1597) e i Baglioni di Perugia (1607), che la vendettero nel 1647 ai marchesi Gerini. Questi ultimi ne furono proprietari per più di due secoli e fecero decorare la villa con disegni a graffito che sono poi scomparsi.
La villa passò poi in proprietà al pittore fiorentino Landini. Nel 1880 la acquistò il siciliano Principe di Pandolfina e San Giuseppe, Ferdinando Monroy e Barlotta Senatore del Regno, sposato con Laura Temple-Bowdoin, una americana, sorella di Cristina Temple-Bowdoin, che le dette il nome, Villa Cristina, le due sorelle ora sepolte nel Cimitero 'degli Inglesi' in Piazzale Donatello; poi i proprietari furono la signora Woronzoff, poi il La Bouchère e l'inglese Rennih. Questo signore dapprima mise in affitto la villa come albergo, poi la vendette alla Mensa vescovile, che ampliò l'edificio e vi istituì il Seminario dell'Arcidiocesi fiorentina, inaugurato nel 1938 dal cardinale Elia Dalla Costa.
In questo Seminario si stabilirono anche i seminaristi del Collegio Eugeniano e quelli del Convento della Calza.
Nel 1973 parte dell'edificio fu destinato alla Facoltà di Ingegneria dell'Università di Firenze, istituita nel 1972. Successivamente tutto l'edificio fu venduto all'Università degli studi che vi mantenne facoltà di Ingegneria.